# ポール・ポジション (アニメ)
『ポール・ポジション』とは、日本、アメリカ、フランスの共同制作によるテレビアニメである。

## 概要
原作はナムコが開発し、1982年9月にリリースしたアーケードレースゲーム『ポールポジション』。本作はDICがゲームの成功を受けてナムコと作品使用権利の交渉を行った上で制作された。販促対象は当時アメリカで販売されていた原作ゲームのAtari 2600版であり、アニメ化も対象ゲームの販促を前提として行われている。
また、本作は日米仏3国体制時代のDICでは初となる東京ムービー新社が関わっていないアニメ作品となっている。その他、本作の一部場面で当時は珍しいCGによる効果が披露されている。
アメリカでは1984年、フランスでは1985年、日本では1989年に放送。

## ストーリー
プロのスタントマンとして活動しているテスとダンは、ある時両親がポール・ポジションという組織の一員であったことを知ってしまう。ザッカリー・ダレット博士は2人をポール・ポジションの一員として任命し、テスとダンはアメリカを巡りつつ様々な危険なミッションをこなしていく事となる。

## 声の出演
- テス・ダレット - リサ・リンドグレン（米）/篠原恵美
- ダン・ダレット - デビッド・コバーン（米）/三木眞一郎
- デイジー・ダレット - カリーナ・キフ（米）/関川真佐美
- ザッカリー・ダレット博士 - ジャック・エンジェル（米）/川久保潔
- クマ - マリリン・シュレフラー（米）/不明
- ウィール - メルビン・フランクリン（米）/不明
- ローディー - ダリル・ヒックマン（米）/不明

## スタッフ
- 制作総指揮 - ジャン・シャロピン、アンディ・ヘイワード
- シリーズ構成 - マイケル・リーブス、ジャン・シャロピン
- 監督 - ベルナール・デリエス
- 脚本 - マーク・スコット・ジクリー、チャック・ローレ、テッド・ペダーセン、ロービー・ゴーレン、マイケル・リーブス
- ユニット監督 - 石川康夫
- キャラクターデザイン - ジェシー・サントス
- メカデザイン - 荒牧伸志（アートミック）
- CG - 平正昭、JCGL、エムケイ
- 撮影監督 - 吉坂研一、虫プロダクション
- 音楽 - シュキ・レヴィ、ハイム・サバン
- プロデューサー - ジャン・シャロピン、アンディ・ヘイワード、金子満、石黒光一
- アニメーション制作 - エムケイ、ビジュアル80
- 製作 - DICオーディオビジュアル、DICエンタープライズ

## 各話リスト
| 話数 | サブタイトル             | 放送日 （日）  |
| ---- | ------------------------ | -------------- |
| 1    | ねらわれたコンピューター | 1989年 12月1日 |
| 2    | 消えた犬                 | 12月2日        |
| 3    | 知りすぎた男             | 12月4日        |
| 4    | 氷上の決闘               | 12月7日        |
| 5    | ロボットゲームはお好き?  | 12月8日        |
| 6    | 切りさかれた名画         | 12月9日        |
| 7    | 31セントの謎             | 12月11日       |
| 8    | 魔法のダイヤルM          | 12月12日       |
| 9    | 公衆電話へ直行せよ       | 12月13日       |
| 10   | 泥棒をつかまえろ         | 12月14日       |
| 11   | 秘密の金鉱               | 12月15日       |
| 12   | 鱒の影                   | 12月16日       |
| 13   | クーマの故郷             | 12月18日       |